# Pediluvio disintossicante ionizzante

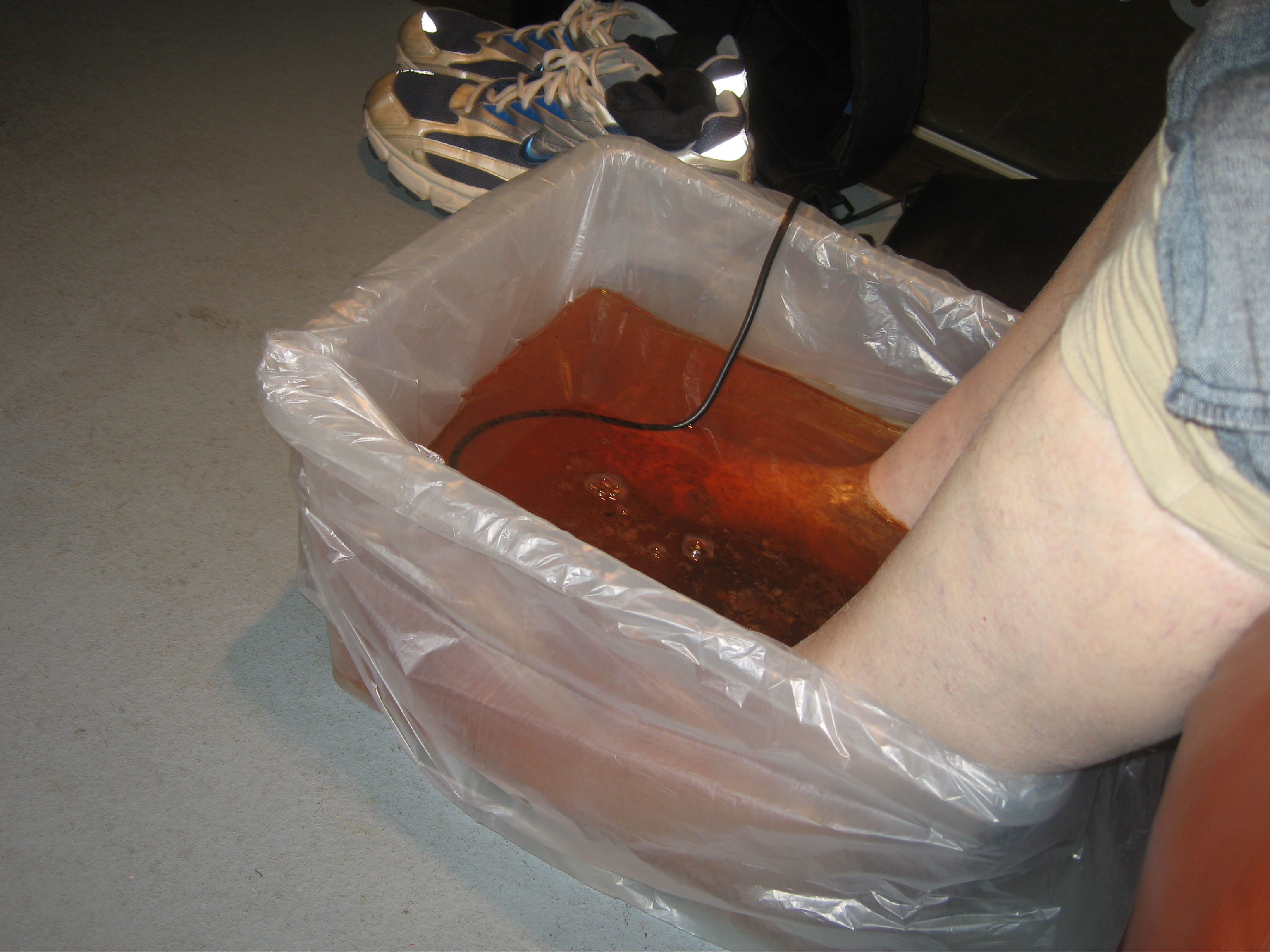
Pediluvio disintossicante ionizzante

I pediluvi disintossicanti ionizzanti, noti anche come disintossicazione dei piedi, detox dei piedi, pulizia ionica, pediluvio ionico e disintossicazione acquatica sono dispositivi pseudoscientifici commercializzati allo scopo di rimuovere le tossine dal corpo umano. Funzionano fornendo una corrente elettrica a una serie di elettrodi immersi in una soluzione di acqua salata. Quando vengono accesi, gli elettrodi si ossidano rapidamente in un processo chimico chiamato elettrolisi che fa sì che l'acqua diventi marrone. Questa reazione si verifica indipendentemente dal fatto che i piedi di una persona siano immersi o meno nell'acqua, inoltre le tossine del corpo umano non sono mai state rilevate nell'acqua dopo l'uso.

## Descrizione
I pediluvi detox sono diventati popolari tra i consumatori nei primi anni 2000, guadagnando rapidamente popolarità nelle spa e nei centri estetici a causa del cambiamento di colore dell'acqua in marrone, nonché dalla presenza di residui prodotti dai dispositivi stessi. Un produttore del dispositivo, noto come Aqua Detox, afferma che il concetto si basa sulle ricerche di Royal Rife, un inventore che ha affermato che tali dispositivi potrebbero "devitalizzare gli organismi patogeni" facendoli vibrare a determinate frequenze.
I pediluvi detox sono costituiti da due componenti principali: un contenitore per posizionare i piedi e una serie di elettrodi. Generalmente, come elettrolita viene utilizzata acqua calda, salata e profumata, nella quale vengono immersi i piedi del cliente insieme ai vettori. All'interno di quest'ultima ci sono due elettrodi metallici, attraverso i quali scorre la corrente, che provoca la rapida ossidazione degli elettrodi a causa dell'elettrolisi. Questa reazione trasforma l'acqua salata in una soluzione marrone, con particelle ossidate visibili nell'acqua. I vettori degli elettrodi si degradano rapidamente e generalmente devono essere sostituiti dopo circa 16 ore di utilizzo.

## Affermazioni
I promotori dei pediluvi detox affermano che questi ultimi siano in grado di aiutare il corpo umano in molti modi; effetti come il "riequilibrio dell'energia cellulare" nel corpo, alleviare il mal di testa e l'insonnia e sostenere la funzione renale, epatica e immunitaria sono regolarmente propagandati come efficaci. Alcune affermazioni più ardite includono benefici contro la tossicità dei metalli pesanti, così come con il disturbo dello spettro autistico.
Alcuni centri termali e produttori forniscono anche dei grafici per mostrare ai loro clienti le diverse aree del corpo da cui potrebbero provenire le loro tossine. Questo è presumibilmente definito dal colore dell'acqua dopo il trattamento:
- Bianco (schiuma): sistema linfatico
- Giallo: reni, vescica, prostata o apparato urinario
- Arancione: articolazioni
- Verde: cistifellea
- Rosso con residui: resti di coaguli di sangue
- Marrone: fegato, detriti cellulari e tabacco
- Nero: fegato
- Nero con residui: metalli pesanti

## Critiche
Nel 2011, Inside Edition ha visitato vari centri termali di New York City per studiare i pediluvi disintossicanti. In ogni spa visitata, è stato detto loro che questi trattamenti avrebbero migliorato la loro salute generale e che il cambiamento del colore dell'acqua sarebbe derivato dal rilascio di tossine dal loro corpo. Il trattamento è stato poi acquistato da Inside Edition per essere esaminato dall'ingegnere elettrico Steve Fowler nel suo laboratorio. Dopo aver esaminato il dispositivo, Fowler ha concluso: "Tutto ciò che vedi qui non sono altro che due pezzi di metallo che si arrugginiscono, il che non ha nulla a che fare con le tossine nel corpo umano. Questo è semplicemente un elementare esperimento di chimica".
Nel suo libro Bad Science, Ben Goldacre ha raccontato la sua esperienza di ricerca sulla scienza dietro i pediluvi disintossicanti. Dopo aver letto un articolo sul Daily Telegraph, sospettò che l'acqua marrone potesse essere un risultato della marcescenza. Pertanto organizzò il suo esperimento utilizzando un secchio d'acqua, una batteria per auto e due grosse unghie. Il colore dell'acqua cambiò rapidamente in marrone scuro con dei residui sulla superficie.
Una volta acquisiti i risultati dell'esperimento, mandò un amico ad una spa locale per ottenere dei campioni dell'acqua prima e dopo il trattamento. I campioni furono inviati all'Unità di Tossicologia Medica del St Mary's Hospital di Londra affinché fossero analizzati. Il campione dell'acqua prima del trattamento conteneva solo 0,54 mg di ferro per litro e dopo il trattamento completo ne conteneva 23,6 mg per litro. Come riferimento, Goldacre usò il campione d'acqua del suo esperimento originale, che conteneva 97 mg per litro.
Goldacre contattò numerosi produttori di dispositivi per la disintossicazione. Nessuno fu in grado di dire esattamente quali tossine fossero state estratte dal corpo, o addirittura se ce ne fossero state. Con queste informazioni, decise di mandare ad analizzare i suoi campioni di acqua al fine di rilevare la creatinina e l'urea, due delle più piccole molecole di degradazione nel corpo umano. Nessuna di queste molecole fu trovata nei campioni, bensì del semplice ossido di ferro.
Joe Schwarcz ha spiegato inoltre, che inserendo il ferro e gli elettrodi di alluminio in acqua si produce ossido di ferro, rivelandosi in forma di residui brunastri di diverse sfumature. Magnesio e calcio, naturalmente presenti nel sudore umano, aumentano la reazione elettrolitica. Dopo aver testato il dispositivo e aver ottenuto il residuo marrone anche senza la presenza di piedi umani, Timothy Caulfield ha concluso che "questo è un ottimo esempio di ciò che in definitiva è una truffa di marketing".